# Choerophryne rostellifer
Choerophryne rostellifer är en groddjursart som först beskrevs av Benno Wandolleck 1911.  Choerophryne rostellifer ingår i släktet Choerophryne och familjen Microhylidae. IUCN kategoriserar arten globalt som livskraftig. Inga underarter finns listade i Catalogue of Life.